# St. Petersburg Open 2007
Il St. Petersburg Open 2007 è stato un torneo di tennis giocato sul sintetico indoor.
È stata la 13ª edizione del St. Petersburg Open, che fa parte della categoria International Series nell'ambito dell'ATP Tour 2007. Il torneo si è giocato al Petersburg Sports and Concert Complex di San Pietroburgo in Russia, dal 22 al 28 ottobre 2007.

## Campioni

### Singolare
Andy Murray ha battuto in finale  Fernando Verdasco con il punteggio di 6–2, 6–3

### Doppio
Daniel Nestor /  Nenad Zimonjić hanno battuto in finale  Jürgen Melzer /  Todd Perry con il punteggio di 6–1, 7–6(3)